# Yekāvīyeh-ye Seh
Yekāvīyeh-ye Seh (persiska: یکاویّه سه) är en ort i Iran.   Den ligger i provinsen Khuzestan, i den centrala delen av landet, 500 km sydväst om huvudstaden Teheran. Yekāvīyeh-ye Seh ligger 25 meter över havet och antalet invånare är 175.
Terrängen runt Yekāvīyeh-ye Seh är mycket platt. Runt Yekāvīyeh-ye Seh är det ganska tätbefolkat, med 144 invånare per kvadratkilometer. Närmaste större samhälle är Veys, 13,3 km söder om Yekāvīyeh-ye Seh. Omgivningarna runt Yekāvīyeh-ye Seh är i huvudsak ett öppet busklandskap.